# ساندرو تونالي
ساندرو تونالي (النطق الإيطالي: ‎[ˈsandro toˈnaːli]‏؛ مواليد 8 مايو 2000) هو لاعب كرة قدم إيطالي محترف يلعب مع نادي نيوكاسل يونايتد في الدوري الإنجليزي الممتاز ومنتخب إيطاليا لكرة القدم في مركز خط الوسط الدفاعي.

## مسيرته الكروية
لعب ساندرو تونالي خلال مسيرته الاحترافية مع نادِ واحدٍ في موسمين وسجل خلالها 5 أهداف ضمن 53 مباراة. ولم يفوز بأي موسم بالكأس أو بالدوري. خاض ساندرو تونالي مسيرته مع نادي بريشيا منذ موسم 2017–18 ولمدة موسمين، مشاركًا في 53 مباراة سجل خلالها 5 أهداف.
في صيف عام 2020، وتحديداً في التاسع من سبتمبر عام2020 أعير تونالي إلى إيه سي ميلان لمدة موسم بقيمة 10 ملايين يورو مع خيار الشراء بمبلغ 15 مليون يورو، بالإضافة إلى مكافآت بقيمة 10 ملايين يورو.

## البطولات
ميلان
الدوري الايطالي موسم 2021-2022